# 杨美水库
杨美水库是中国福建省漳州市漳浦县赤岭畲族乡境内的一座水库，位于沸潭溪上，建于1972年。水库正常库容为3640万立方米，集雨面积为60平方千米，海拔为63.5米。